# Атака медресе в провинции Кундуз (2018)
Атака на медресе в провинции Кундуз (2018) международных сил содействия безопасности ISAF — по медресе в кишлаке Дафтани уезда Дашт-и-Арчи провинции Кундуз 2 апреля 2018 года, повлёкший массовую гибель детей. 

## Обстоятельства
Ракетно-бомбовый удар нанесли два вертолёта ВВС Афганистана при непосредственном участии военных США — по медресе (религиозной школе) во время утренника его выпускников, детей-хафизов. По утверждению очевидцев: погибло не менее 100 человек, большинство из них дети 6-18 лет. Афганское правительство подтвердило проведении в данной зоне военной операции по ликвидации лидеров талибан. Местные жители утверждают, что в медресе и окрестности их не было.

## Объяснение причин
По официальным данным Министерства обороны Республики Афганистан целью атаки были боевики движения Талибан, находившиеся в этой местности. Медресе по их утверждению располагалось в районе контролируемом движением «Талибан». Афганские военные утверждают, что среди приглашённых на торжества были лидеры движения Талибан.

«Де факто» — в момент удара в школе находилось около 200 человек, большинство из которых дети.

Жертвами бомбардировки стали по меньшей мере 100 человек, большинство из которых дети в возрасте от 6 до 18 лет. По заявлениям афганских официальных лиц были убиты только 30 членов движения Талибан.

Официальный представитель Министерства обороны Афганистана Мохаммад Радманиш в интервью Аль-Джазира сообщил: воздушная атака была нацелена «на верхушку командования Талибан»: «В результате были уничтожены более 30 талибов, включая 9 командиров».... Учебно-тренировочный центр Талибан был разрушен и гражданские лица не пострадали».

## Утверждения талибов
Лидеры движения Талибан в Кундузе отрицают факт нахождения своих членов у медресе в момент атаки. С ними солидарны местные жители, ставшие очевидцами трагедии: невзирая на контроль региона движением Талибан, на торжествах у медресе в большинстве были дети и лишь несколько преподавателей, проводивших церемонию перевязывания чалмы и вручения юным хафизам священного Корана.

## Расхождение в оценках жертв
По сообщению официальной власти в Кабуле, общее число погибших и пострадавших составило 25 человек. С ними несогласны очевидцы, утверждающие, что жертв было значительно больше

## В художественной литературе
- Ильяс Дауди. «Цугцванг обер-лейтенант Бруно Тевса» повесть военно-исторического романа-трилогии «В Круге Кундузском». — М.: ДеЛибри, 2021. — 302 с. — ISBN 978-5-4491-1165-4.

## Cм.также
- Авиаудар по больнице в Кундузе
- Авиаудар в Омар-хейле